# Alte Liebe, neue Liebe
Alte Liebe, neue Liebe ist ein deutscher Fernsehfilm der Frühling-Filmreihe von Tom Zenker, der am 13. Februar 2022 erstmals im ZDF ausgestrahlt wurde.
Der Film erzählt die Geschichte der Dorfhelferin Katja Baumann, gespielt von Simone Thomalla, die Familien in Notsituationen zur Seite steht und gleichzeitig versucht Frühling in die Herzen der Menschen zu tragen. Es ist der 35. Film einer Reihe, in deren Mittelpunkt die Menschen des Ortes mit Namen Frühling stehen.

## Handlung
Amelie Kreuser ist mit ihrem vierjährigen Sohn Maxi unterwegs. Während seine Mutter schläft, läuft der Junge weg. Voller Sorge sucht sie nach ihm und informiert am Ende die Polizei. Maxi ist derweil bis nach Frühling gelaufen. Dort hat ihn Pfarrer Sonnleitner gefunden und dies der Polizei gemeldet. So kann Amelie ihn dort wieder abholen. Dorfhelferin Katja Baumann ist überrascht Amelie nach vier Jahren wiederzutreffen. Sie kann sich noch gut an die Probleme erinnern, die Amelies frühe Schwangerschaft bei der Mutter ihres Freundes ausgelöst hat. Und so wie es aussieht, hat sich daran wenig geändert, denn obwohl Amelie mit Ingo und ihrem Sohn sehr glücklich ist, lehnt dessen Mutter sie nach wie vor ab. Als Ingo und seine Mutter erscheinen, kann sich Katja persönlich davon überzeugen. Selbstherrlich entscheidet Tanja Schwarz, dass ihr Enkel natürlich wieder mit zu ihr und ihrem Sohn auf den Hof kommt, wovon Amelie gar nichts hält. Katja bietet dem Mädchen ihr Gästezimmer an, was Amelie dankbar annimmt. Dadurch muss Katja aber ihre Verabredung mit Tom Kleinke absagen, weil sie Amelie mit ihren Problemen nicht allein lassen möchte. Das Mädchen redet sich all ihre Sorgen von der Seele und Katja kann sie gut verstehen, zumal sie mit vielem Recht hat. Um eine Lösung zu finden, macht sich Katja auf den Weg zum „Hof Schwarz“. Sie unterbreitet Ingos Mutter den Vorschlag, ihre Kinder für einen Tag zu vertreten, damit die beiden mal einen Kurzurlaub machen können. Bei der Arbeit kann sich Katja selbst davon ein Bild machen, wie selbstherrlich Tanja Schwarz alles entscheidet und sie ihr nichts recht machen kann. So sagt Katja der Frau offen ins Gesicht, wie sie Amelie bewundert, es solange mit ihr ausgehalten zu haben. Nachdem Ingo und seine Freundin von ihrem Ausflug zurückkommen, informiert er seine Mutter, Amelie heiraten zu wollen. Er setzt sich auch weiter durch und erklärt, keine Lust mehr auf die Hofarbeit zu haben und sich endlich seinem Traum erfüllen zu wollen und Musik zu machen. Ingos Mutter ist etwas schockiert, will sich aber zukünftig mit Amelie arrangieren, denn sie möchte sehr gern auf dem Hof arbeiten und hätte auch einige neue Ideen.

## Nebenhandlung
Adrian rafft sich langsam wieder auf am Leben teilzunehmen. Endlich hilft er Leslie im „Carpe Diem“, die auch gerade Probleme hat und sich massiv mit ihrem Exmann auseinandersetzen muss. Nachdem Lilly mit ihrem neuen Freund Levi im „Carpe Diem“ auftaucht, ist Adrian schockiert. Er würde gern um ihre Liebe kämpfen, aber Lilly will bei ihrer Entscheidung bleiben.

## Hintergrund
Die Episode wurde vom ZDF in Zusammenarbeit mit „Seven Dogs Filmproduktion“ und UFA Fiction produziert und im Rahmen der ZDF-„Herzkino“-Reihe und als 35. Folge der Frühling-Filmreihe ausgestrahlt. Die Dreharbeiten erfolgten vom 20. Julis bis zum 15. September 2021 in Bayrischzell im Landkreis Miesbach unter dem Arbeitstitel Neue Liebe, alte Liebe. Einer der Hauptdrehorte ist auch das „Cafe Huber“ in Bayrischzell und die Kurklinik in Thiersee sowie der See selbst.

## Rezeption

### Kritik
Bei prisma.de schrieb Hans Czerny: „Im Vergleich zum Vorgängerfilm geht es diesmal in der ‚Frühling‘-Reihe weniger tragisch zu. Stattdessen dreht sich fast alles um die Liebe. Dorfhelferin Katja hat trotzdem alle Hände voll zu tun.“ „Dabei wird aber auch ein wenig Wissenswertes über ökologische Landwirtschaft und den richtigen Gebrauch von Social Media in Liebesdingen mit vermittelt. Die heile Welt von Frühling wird modern.“
Oliver Armknecht von film-rezensionen.de meinte, der Film „beginnt vielversprechend, wenn es um die Verarbeitung gescheiterter Beziehungen geht. Mit der Einführung der bösen Schwiegermutter wird das aber wieder zunichte gemacht. Wieder einmal kranken die Alltagsbetrachtungen an der Unnatürlichkeit der Reihe.“ Tanja Schwarz „wird darauf beschränkt, alle unterdrücken zu wollen. Es sind aber nicht allein die schwache Figurenzeichnung und die mangelnde Entwicklung, welche dem Film nach einem positiven Ersteindruck zu schaffen machen. Auch schauspielerisch ist da dieses Mal einiges nicht so gut, wie es sein sollte. Das verstärkt, zusammen mit den schon sehr konstruierten Dialogen, den Eindruck, dass das hier alles recht künstlich ist. Ein weiteres Problem bei ‚Frühling: Alte Liebe, neue Liebe‘ ist eines, das schon die letzten Filme plagte. So handelt die Geschichte zwar von Menschen in einem Dorf. Man hat aber nie das Gefühl, hier wirklich Teil eines Dorfes zu sein, bei dem man sich untereinander kennt. Es gelingt der Reihe einfach zu selten, einen natürlichen Mikrokosmos zu etablieren.“
Die Kritiker der Fernsehzeitschrift TV Spielfilm vergaben dagegen die beste Wertung. (Daumen nach oben) und schrieben: „Herz, Witz und Drama fein ausbalanciert“.

### Einschaltquoten
Bei der Erstausstrahlung am 13. Februar 2022 wurde Alte Liebe, neue Liebe in Deutschland nur von 5,89 Millionen Zuschauern gesehen, was einem Marktanteil von 18,0 Prozent entsprach.